# مولغا (موئل)

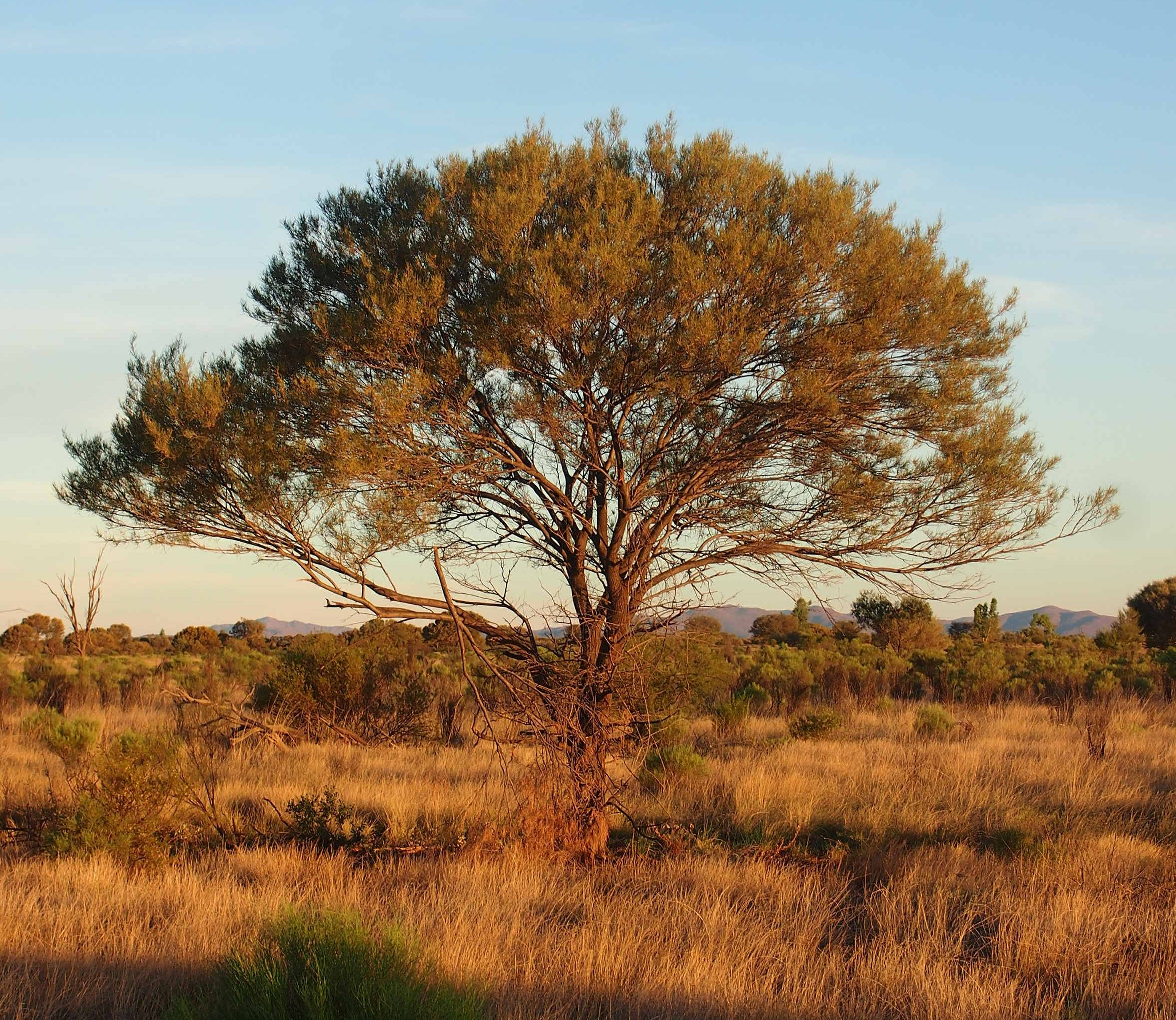
سنط عديم العصب

المولغا هو نوع من الموائل يتكون من الغابات الشجرية أو الغابات المفتوحة التي تهيمن عليها شجرة المولغا، سنط عديم العصب، أو أنواع مماثلة من السنط.

## المناطق
تتواجد شجرة المولغا في جميع أنحاء أستراليا، وتغطي 20% من المناطق القاحلة، بما في ذلك جزء كبير من جنوب غرب كوينزلاند، ونيو ساوث ويلز، وجنوب أستراليا، وغرب أستراليا.
أراضي مولغا هي منطقة حيوية أسترالية مؤقتة تقع في شمال غرب نيو ساوث ويلز وجنوب غرب كوينزلاند في شرق أستراليا وتتكون من سهول رملية جافة مع غابات شجرية وغابات المولغا المنخفضة والأعياص التي تهيمن عليها نباتات مولغا. أعياص المولغا في أستراليا الغربية هي منطقة بيئية جافة كبيرة تابعة لصندوق العالمي للطبيعة في غرب أستراليا الداخلية.

## الغطاء النباتي

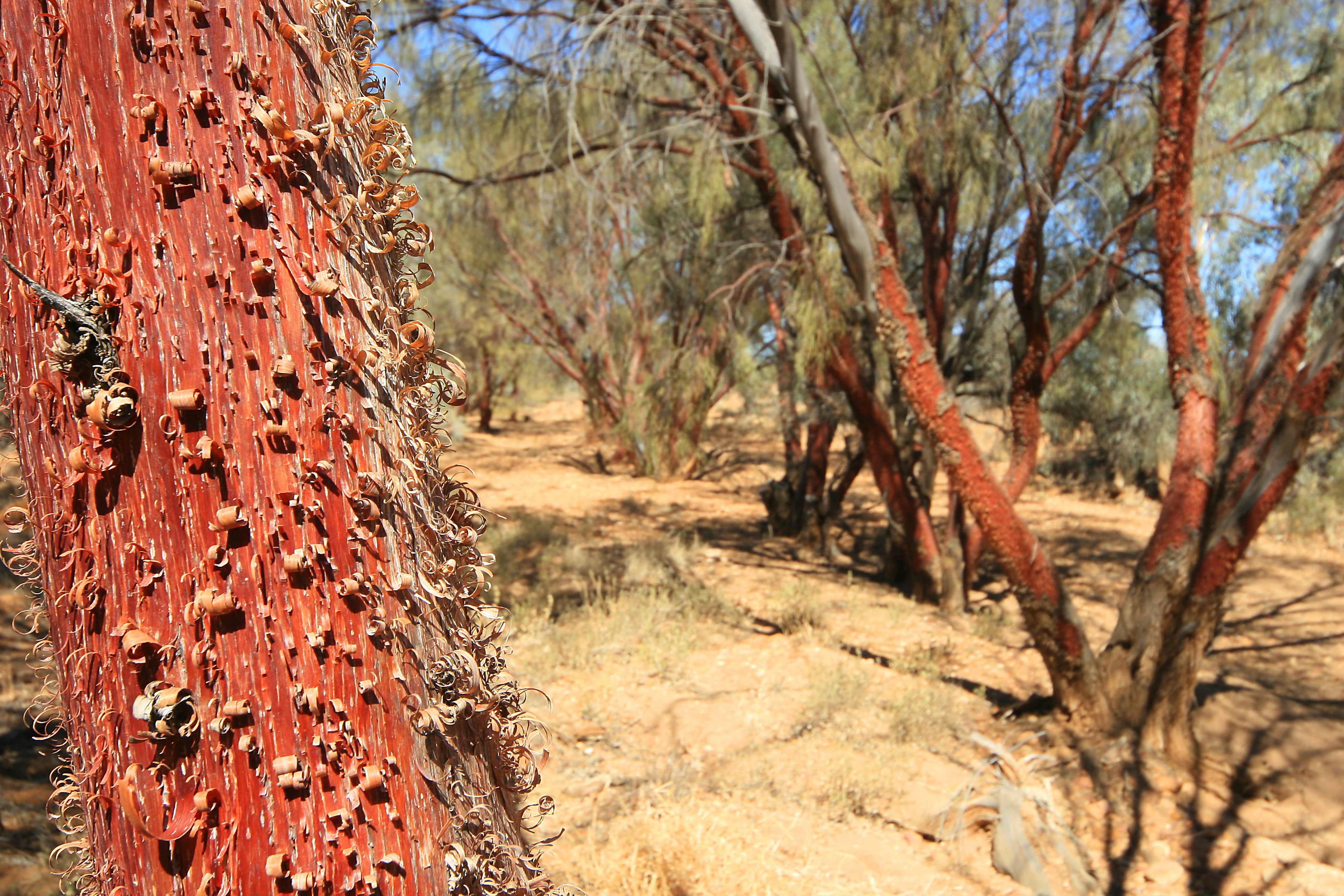
سنط سعادى الورق، مولغا أحمر

يرتبط نوع الغطاء النباتي بالسهول الواسعة داخل القارة والمناطق القاحلة الأخرى ذات الأمطار النادرة وغير المنتظمة. تتخلل بلاد المولغا نباتات أخرى مثل صانع الشوك، التي تهيمن عليها أكوام منخفضة من حشيشة النيص، وأشجار المستحية (Mimosaceae)، وتتخللها أيضًا النتوءات الجرانيتية والبحيرات المالحة والصحاري. المولغا نفسها عبارة عن شجرة متوسطة الحجم وعادًة ما تكون راسخة في الغابات المفتوحة، وتنمو بأحجام صغيرة في المناطق المضطربة فقط، ويبلغ طولها عادةً حوالي 8 أمتار.
عادة ما تكون مجموعات أشجار المولغا في نفس العمر تقريبًا، وتموت في النهاية وتستبدل في دورة تجديد دورية. يتكون نوع الغطاء النباتي من هذه الأشجار والشجيرات مثل شجيرات الماحة وشجيرات الفقيرة وابقولية والنجمية والأسناط مع الأعشاب الموجودة في الطبقة السفلى. تظهر حقول كبيرة من النباتات الحولية بعد هطول الأمطار، مما ينتج عنه عروض رائعة من الألوان مقابل اللون الرمادي والأخضر المعتاد في بلاد المولغا